# Gölbaşı, Kestel
Gölbaşı là một xã thuộc quận Kestel, tỉnh Bursa, Thổ Nhĩ Kỳ. Dân số thời điểm năm 2011 là 64 người.